# Goryczel

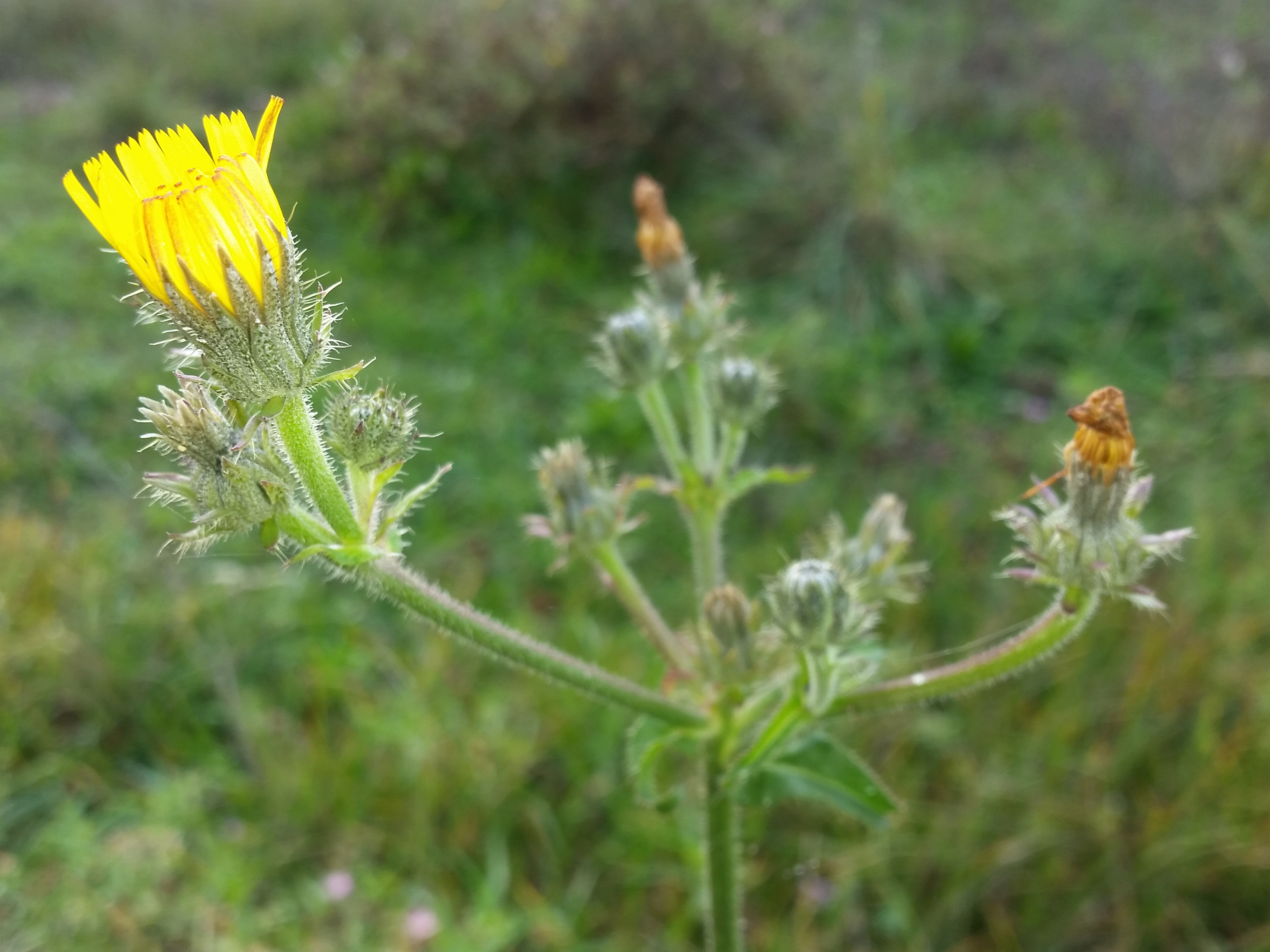
Kwiatostan goryczela jastrzębcowatego

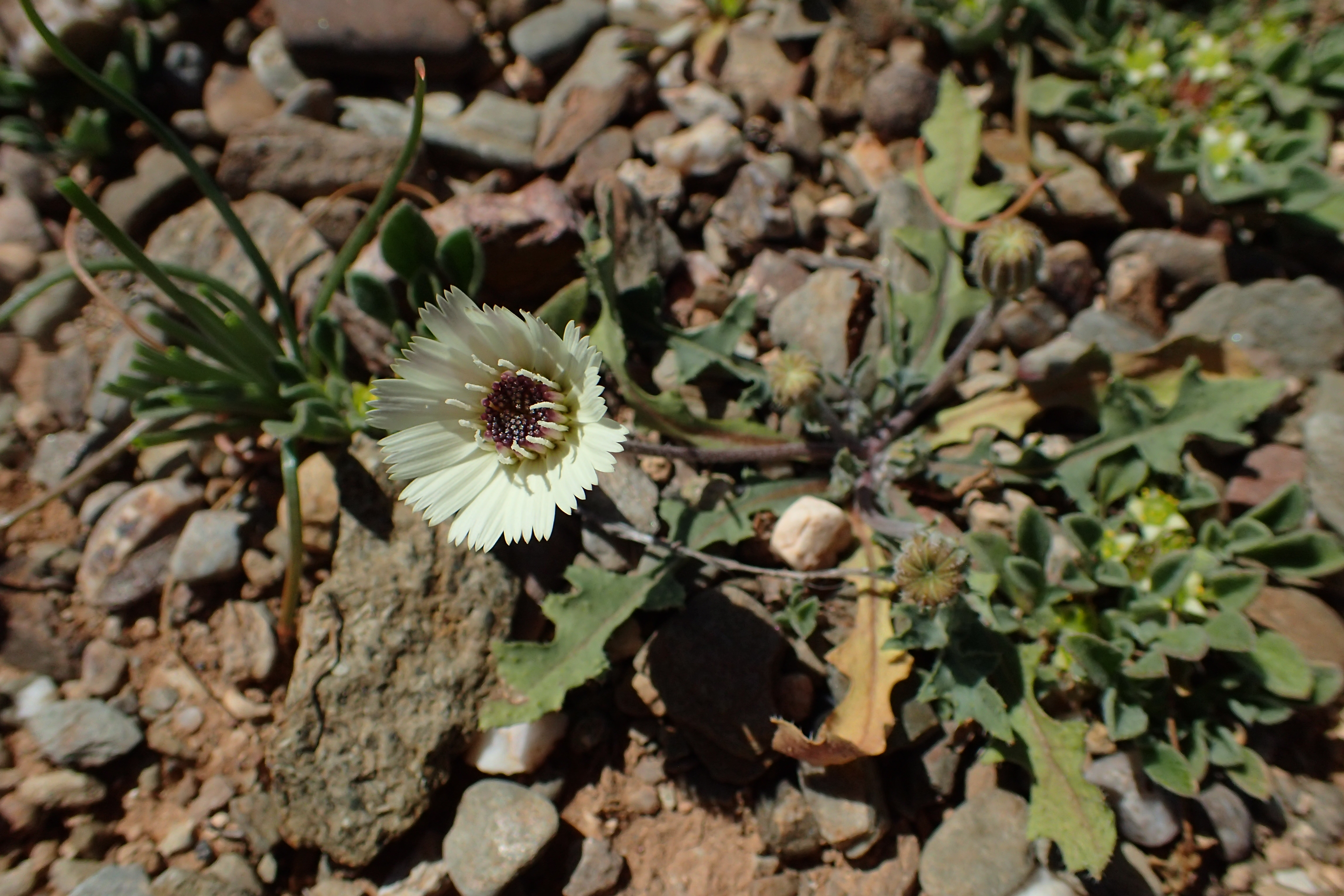
Picris albida

Goryczel (Picris L.) – rodzaj roślin z rodziny astrowatych. Należy do niego 46 gatunków. Zasięg rodzaju obejmuje Stary Świat i Australię. W Polsce występuje jeden gatunek rodzimy z tego rodzaju – goryczel jastrzębcowaty Picris hieracioides. Picris asplenioides wykorzystywany był w starożytnym Egipcie w rytuałach pogrzebowych.

## Rozmieszczenie geograficzne
Rodzaj najbardziej zróżnicowany jest w rejonie Morza Śródziemnego, gdzie wraz z Azją południowo-zachodnią rośnie większość jego przedstawicieli. Drugie centrum zróżnicowania stanowi Australia. W Europie rośnie 12 gatunków (brak ich w północnej części kontynentu). Przedstawiciele rodzaju występują poza tym w północnej Afryce, na południu sięgając do obszarów górskich w Etiopii i Nigerii, poza tym na rozległych obszarach Azji (z wyjątkiem tropików). Jako rośliny introdukowane (głównie goryczel jastrzębcowaty Picris hieracioides) rosną w Ameryce Północnej i południowej Afryce.
Gatunki flory Polski
Pierwsza nazwa naukowa według listy krajowej, druga – obowiązująca według bazy taksonomicznej Plants of the World online (jeśli jest inna)
- goryczel jastrzębcowaty Picris hieracioides L.
- goryczel żmijowcowy Picris echioides L. ≡ Helminthia echioides (L.) Gaertn. – antropofit zadomowiony
- goryczel Sprengera Picris sprengeriana (L.) Poir. ≡ Picris rhagadioloides (L.) Desf. – efemerofit

## Morfologia
PokrójRośliny zielne (roczne, dwuletnie i byliny) osiągające od ok. 10 cm do ponad 1 m wysokości. Łodyga zwykle pojedyncza i rozgałęziona na szczycie. Pędy pokryte są sztywnymi, rozwidlonymi na szczycie i haczykowatymi włoskami, rzadziej włoski są proste. Korzeń jest palowy lub wiązkowy, część gatunków tworzy kłącza.
LiścieSkupione w rozetę przyziemną lub wyrastają skrętolegle wzdłuż łodygi. Dolne, odziomkowe liście są ogonkowe, wyższe zwykle są siedzące. Blaszka liściowa jest owalna, jajowata, lancetowata do równowąskiej; całobrzega, zatokowoząbkowana do pierzasto klapowanej.
KwiatySkupione w koszyczki tworzących pozorne baldachy na szczytach pędów. Okrywy dzwonkowate lub urnowate o średnicy ponad 6 mm, z listkami lancetowatymi do równowąskich, ułożonymi w 1–2 rzędach. Listki okrywy są równe, zaostrzone, zwykle obłonione na brzegach. Dno kwiatostanu nagie – bez plewinek i włosków, płaskie lub wypukłe. Wszystkie kwiaty języczkowe, żółte.
OwoceNiełupki, zwykle wszystkie takie same w koszyczku, czerwonobrązowe do ciemnobrązowych, wrzecionowate, zwykle bez dzióbka, z 5–10 żebrami. Puch kielichowy w postaci pierzastych włosków białawych lub słomiastych.
Rodzaj podobnyHelminthotheca wyróżniający się powiększonymi zewnętrznymi listkami okrywy.

## Systematyka
Pozycja systematyczna
Rodzaj z rodziny astrowatych Asteraceae, podrodziny Cichorioideae, z plemienia Cichorieae i podplemienia Hypochaeridinae. W obrębie podplemienia jest siostrzany względem rodzaju Helminthotheca. W niektórych ujęciach gatunki z tamtego rodzaju są włączane do rodzaju goryczel Picris. Rodzaje te są siostrzane względem rodzaju brodawnik Leontodon.
Pozycja filogenetyczna rodzaju w obrębie podplemienia Hypochaeridinae
|  | Prenanthes – przenęt |
|  |                      |
|  | Urospermum           |
|  |                      |

|  | Hypochaeris – prosienicznik |
|  |                             |

|  | Scorzoneroides |
|  |                |

|  | \| \| Helminthotheca \| \| \| \| \| \| Picris – goryczel \| \| \| \| |
|  |                                                                      |
|  | Leontodon – brodawnik                                                |
|  |                                                                      |
|  | Helminthotheca                                                       |
|  |                                                                      |
|  | Picris – goryczel                                                    |
|  |                                                                      |

|  | Helminthotheca    |
|  |                   |
|  | Picris – goryczel |
|  |                   |

|  | Scorzoneroides |
|  |                |

|  | \| \| Helminthotheca \| \| \| \| \| \| Picris – goryczel \| \| \| \| |
|  |                                                                      |
|  | Leontodon – brodawnik                                                |
|  |                                                                      |
|  | Helminthotheca                                                       |
|  |                                                                      |
|  | Picris – goryczel                                                    |
|  |                                                                      |

|  | Helminthotheca    |
|  |                   |
|  | Picris – goryczel |
|  |                   |

|  | Hypochaeris – prosienicznik |
|  |                             |

|  | Scorzoneroides |
|  |                |

|  | \| \| Helminthotheca \| \| \| \| \| \| Picris – goryczel \| \| \| \| |
|  |                                                                      |
|  | Leontodon – brodawnik                                                |
|  |                                                                      |
|  | Helminthotheca                                                       |
|  |                                                                      |
|  | Picris – goryczel                                                    |
|  |                                                                      |

|  | Helminthotheca    |
|  |                   |
|  | Picris – goryczel |
|  |                   |

|  | Scorzoneroides |
|  |                |

|  | \| \| Helminthotheca \| \| \| \| \| \| Picris – goryczel \| \| \| \| |
|  |                                                                      |
|  | Leontodon – brodawnik                                                |
|  |                                                                      |
|  | Helminthotheca                                                       |
|  |                                                                      |
|  | Picris – goryczel                                                    |
|  |                                                                      |

|  | Helminthotheca    |
|  |                   |
|  | Picris – goryczel |
|  |                   |

|  | Prenanthes – przenęt |
|  |                      |
|  | Urospermum           |
|  |                      |

|  | Hypochaeris – prosienicznik |
|  |                             |

|  | Scorzoneroides |
|  |                |

|  | \| \| Helminthotheca \| \| \| \| \| \| Picris – goryczel \| \| \| \| |
|  |                                                                      |
|  | Leontodon – brodawnik                                                |
|  |                                                                      |
|  | Helminthotheca                                                       |
|  |                                                                      |
|  | Picris – goryczel                                                    |
|  |                                                                      |

|  | Helminthotheca    |
|  |                   |
|  | Picris – goryczel |
|  |                   |

|  | Scorzoneroides |
|  |                |

|  | \| \| Helminthotheca \| \| \| \| \| \| Picris – goryczel \| \| \| \| |
|  |                                                                      |
|  | Leontodon – brodawnik                                                |
|  |                                                                      |
|  | Helminthotheca                                                       |
|  |                                                                      |
|  | Picris – goryczel                                                    |
|  |                                                                      |

|  | Helminthotheca    |
|  |                   |
|  | Picris – goryczel |
|  |                   |

|  | Hypochaeris – prosienicznik |
|  |                             |

|  | Scorzoneroides |
|  |                |

|  | \| \| Helminthotheca \| \| \| \| \| \| Picris – goryczel \| \| \| \| |
|  |                                                                      |
|  | Leontodon – brodawnik                                                |
|  |                                                                      |
|  | Helminthotheca                                                       |
|  |                                                                      |
|  | Picris – goryczel                                                    |
|  |                                                                      |

|  | Helminthotheca    |
|  |                   |
|  | Picris – goryczel |
|  |                   |

|  | Scorzoneroides |
|  |                |

|  | \| \| Helminthotheca \| \| \| \| \| \| Picris – goryczel \| \| \| \| |
|  |                                                                      |
|  | Leontodon – brodawnik                                                |
|  |                                                                      |
|  | Helminthotheca                                                       |
|  |                                                                      |
|  | Picris – goryczel                                                    |
|  |                                                                      |

|  | Helminthotheca    |
|  |                   |
|  | Picris – goryczel |
|  |                   |

Wykaz gatunków
- Picris albida Ball
- Picris amalecitana (Boiss.) Eig
- Picris angustifolia DC.
- Picris asplenioides L.
- Picris babylonica Hand.-Mazz.
- Picris barbarorum Lindl.
- Picris bracteatus Losa
- Picris burbidgeae S.Holzapfel
- Picris campylocarpa Boiss. & Heldr.
- Picris compacta S.Holzapfel
- Picris conyzoides Lack & S.Holzapfel
- Picris cupuligera Walp.
- Picris cyanocarpa Boiss.
- Picris cyprica Lack
- Picris cyrenaica (Pamp.) Lack
- Picris davurica Fisch. ex Hornem.
- Picris divaricata Vaniot
- Picris drummondii S.Holzapfel
- Picris eichleri Lack & S.Holzapfel
- Picris evae Lack
- Picris galilaea (Boiss.) Eig
- Picris helminthioides (Ball) Greuter
- Picris hieracioides L. – goryczel jastrzębcowaty
- Picris hispanica (Willd.) P.D.Sell
- Picris hispidissima W.D.J.Koch
- Picris humilis DC.
- Picris japonica Thunb.
- Picris junnanensis V.N.Vassil.
- Picris kotschyi Boiss.
- Picris longifolia Boiss. & Reut.
- Picris longirostris Sch.Bip.
- Picris manginiana Pamp.
- Picris nuristanica Bornm.
- Picris olympica Boiss.
- Picris pauciflora Willd.
- Picris rhagadioloides (L.) Desf. – goryczel Sprengera
- Picris rivularis Pau
- Picris scaberrima Guss. ex Ten.
- Picris scabra Forssk.
- Picris sinuata (Lam.) Lack
- Picris squarrosa Steetz
- Picris strigosa M.Bieb.
- Picris sulphurea Delile
- Picris wagenitzii Lack
- Picris willkommii (Sch.Bip. ex Willk.) Nyman
- Picris xylopoda Lack